# Les Pénitents
Les Pénitents, někdy nazývané též Pénitents des Mées nebo Rochers des Mées jsou skalní útesy tyčící se nad údolím řeky Durance ve francouzském departementu Alpes-de-Haute-Provence v regionu Provence-Alpes-Côte d'Azur. Z útesů je výhled na údolí řeky Durance a vesnici Les Mées.

## Popis
Eroze dala útesu kuželovité tvary, které si lze představit jako řadu postav v kajícnickém rouchu, odtud také pochází toponymum.
Skalní útesy jsou zpřístupněny okružním turistickým chodníkem.

## Legenda
Jedna z nejvýznamnějších pověstí obklopujících tyto skály pochází ze středověku. Hrabě Raimbaud prý po porážce Saracénů přivezl z křížových výprav sedm jejich nejkrásnějších žen, aby je odvezl na svůj hrad, ale pod hrozbou exkomunikace je musel propustit a odevzdat do kláštera poblíž Arles. Mniši z hory Lure pak byli pověřeni, aby je doprovodili k řece Durance, odkud je měla dopravit loď.
Aby nepodlehli touze, nosili mniši velké kápě stažené přes obličej. Podle legendy rozfoukal ďábel tak silný vítr, že se kápě při příchodu krásných Saracének zvedly a mniši je mohli obdivovat. Vzápětí do nich udeřil hrom a proměnil je v dlouhé procesí kamenů.

## Galerie

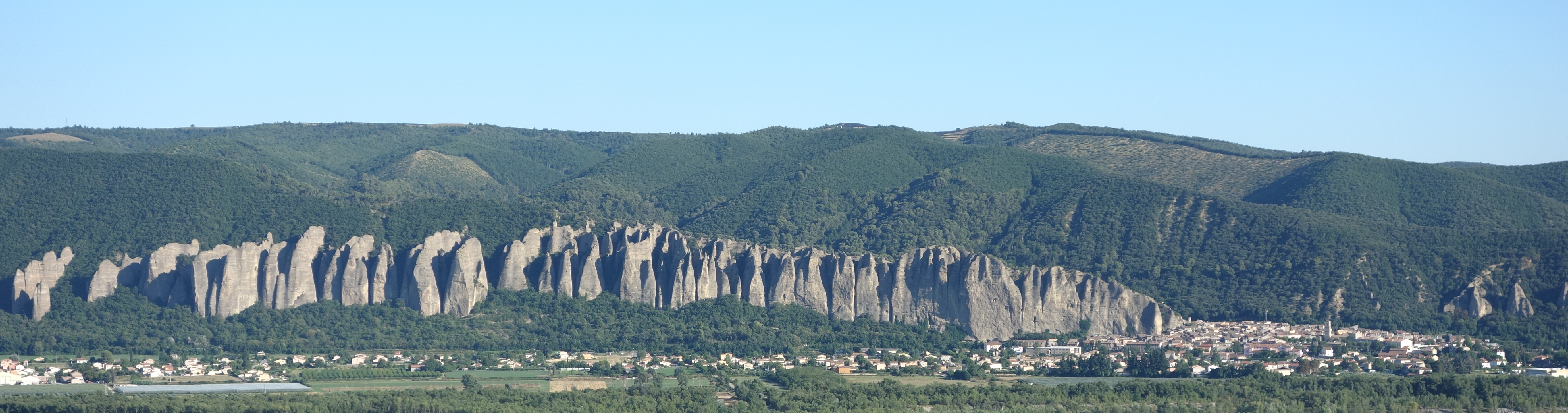
pohled na les Pénitents u Mées
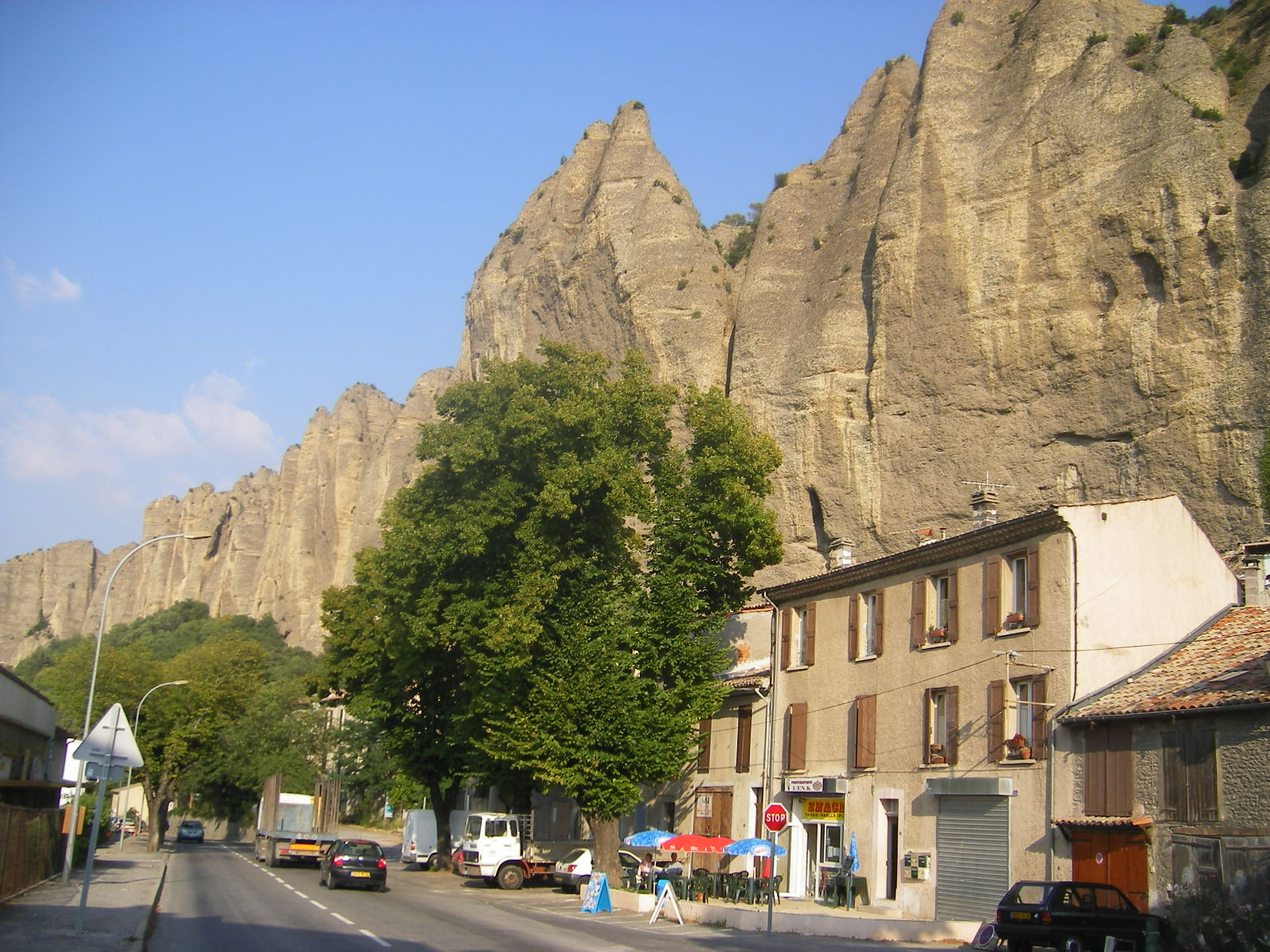
Les Pénitents u Mées
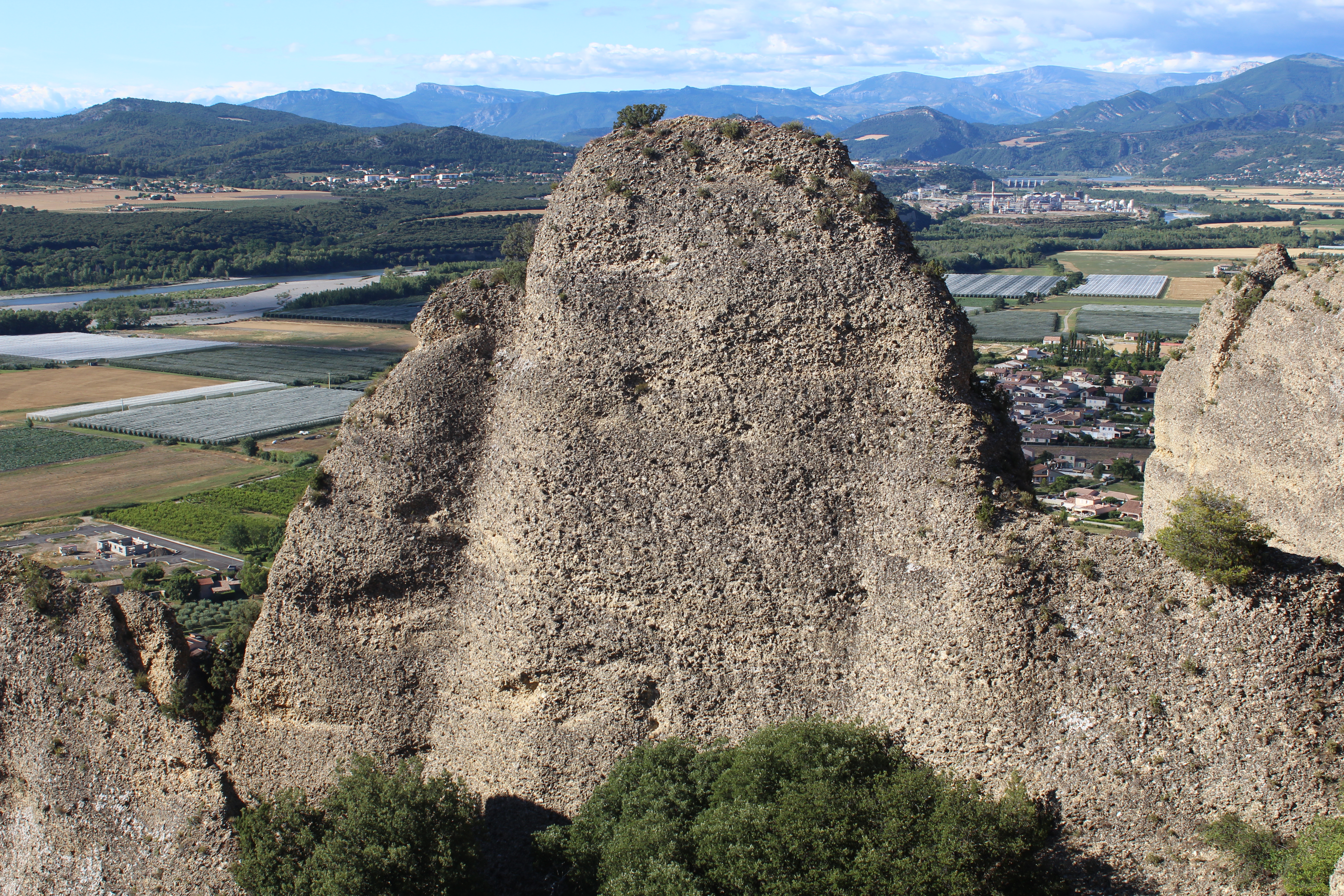
les Pénitents nad údolím řeky Durance
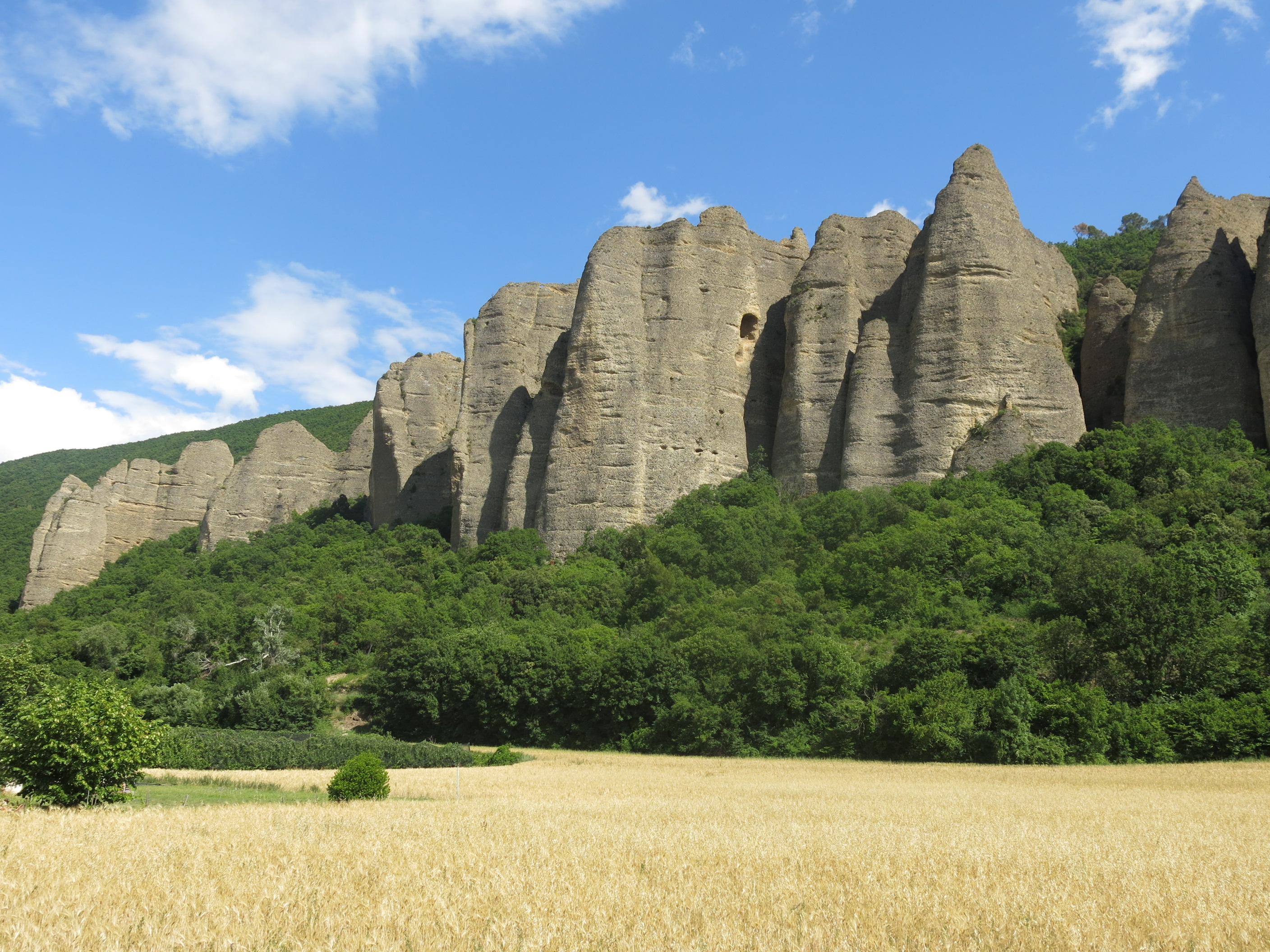
Les Pénitents
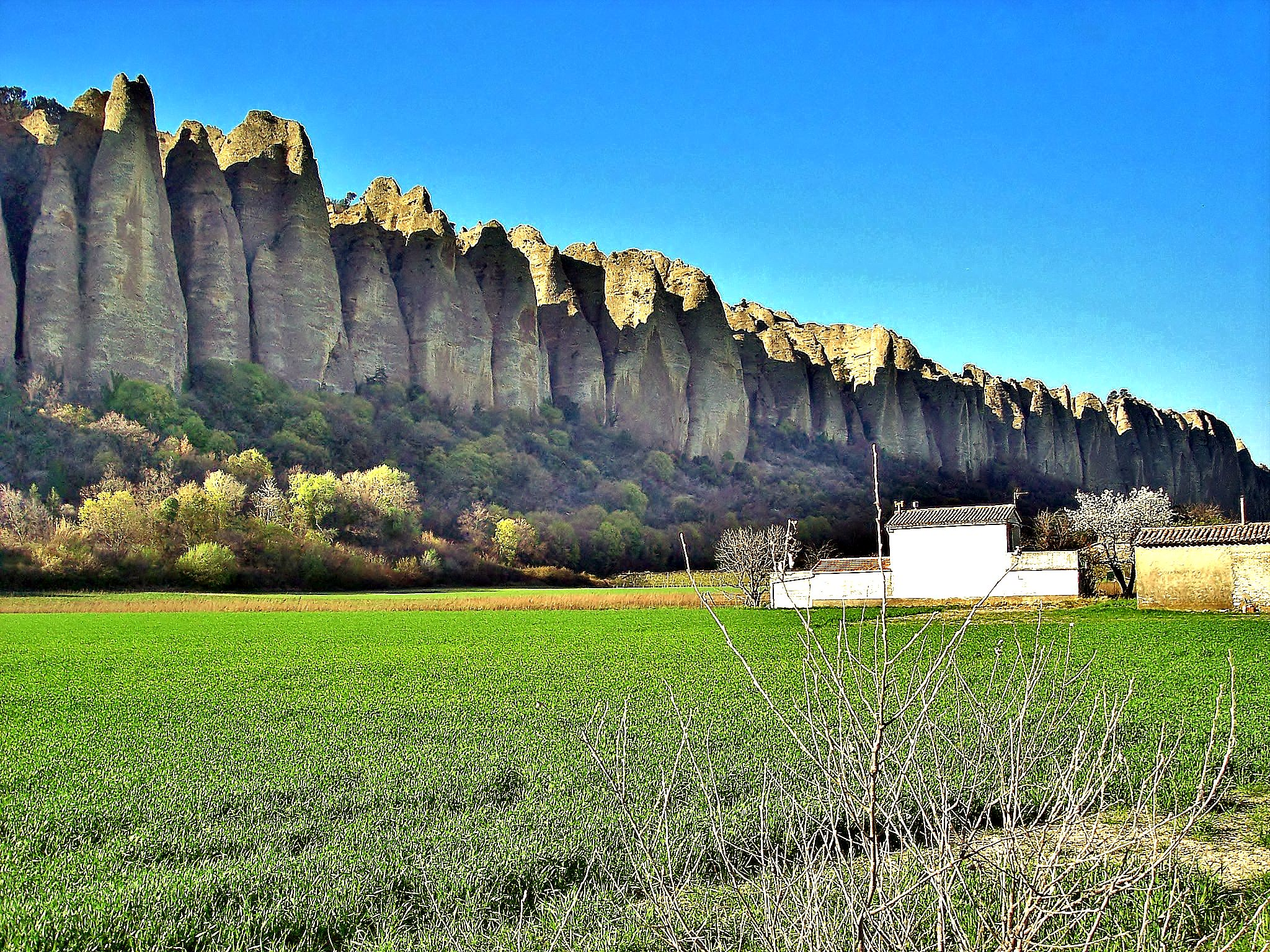
Les Pénitents
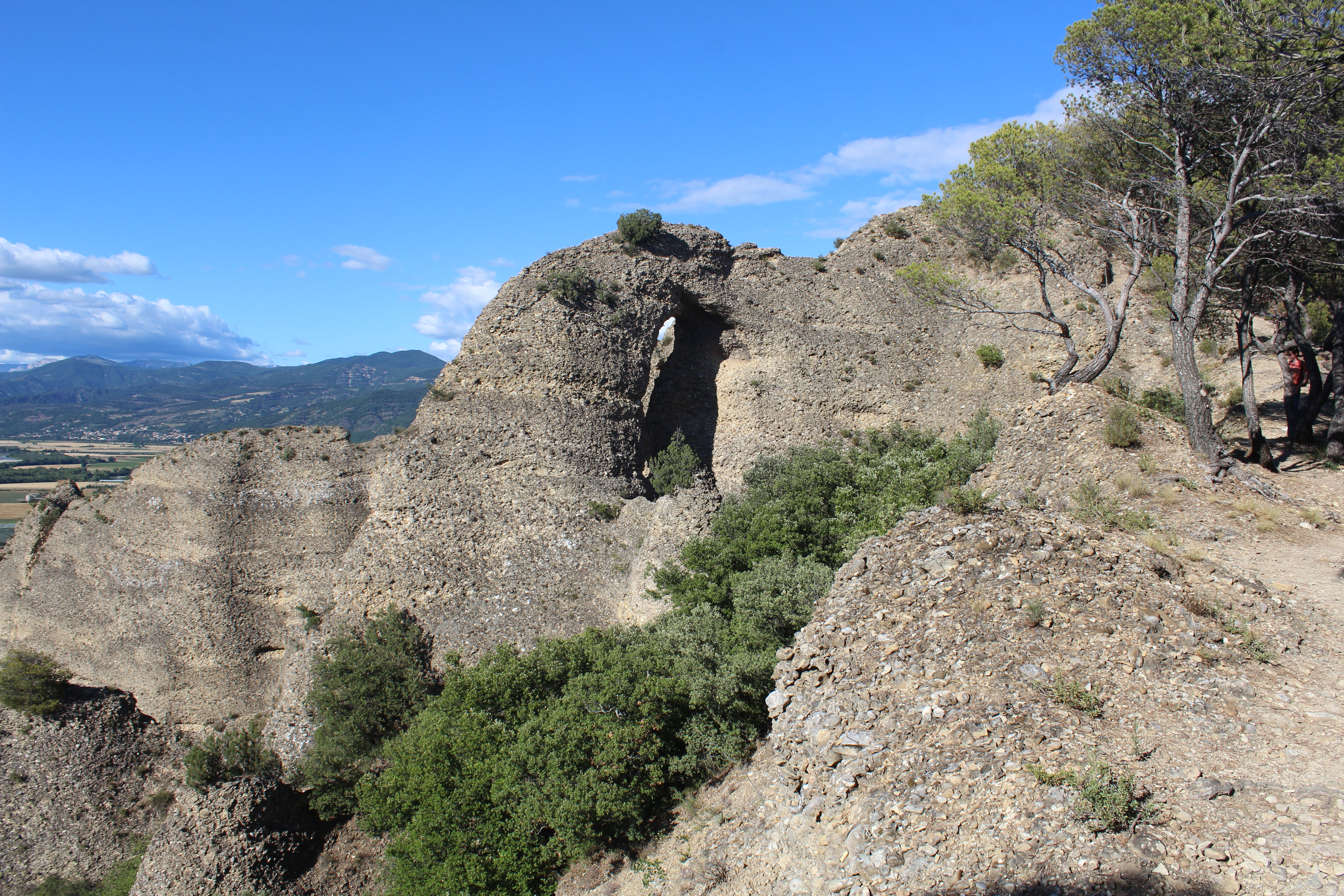
Les Pénitents